# 1680-talet

## Händelser
- 1680 - Dronten dör ut (omkring detta år).
- 1683 - Wien belägras av osmanerna.

## Födda
- 26 juni 1681 – Hedvig Sofia av Sverige, prinsessa av Sverige.
- 27 juni 1682 – Karl XII, kung av Sverige.
- 23 januari 1688 – Ulrika Eleonora, regerande drottning av Sverige.

## Avlidna
- 9 april 1689 – Kristina, regerande drottning av Sverige 1632–1654.